# Josh Parker
Adonte Joshua „Josh“ Parker (* 23. Juni 1989 in Harvey, Illinois) ist ein US-amerikanischer Basketballspieler. Nach dem Studium in seinem Heimatland begann Parker 2012 eine Karriere als professioneller Basketballspieler, in der er in der ProB-Saison 2012/13 zum „Spieler des Jahres“ gewählt wurde und mit seiner Mannschaft die Meisterschaft dieser Spielklasse und den Aufstieg in die zweithöchste Spielklasse ProA erreichte. Zur Saison 2013/14 wechselte Parker zum Erstligisten Mitteldeutscher BC in die höchste deutsche Spielklasse Basketball-Bundesliga.

## Karriere in der NCAA
Parker, der mit vier Geschwistern in Harvey, Illinois am Rande von Chicago aufwuchs, ging 2007 zum Studium an die Drake University nach Des Moines in Iowa. Dort spielte er für die Hochschulmannschaft Bulldogs in der Missouri Valley Conference (MVC) der NCAA Division I. In seiner Freshman-Spielzeit gewannen die Bulldogs etwas überraschend mit „Tournament-MVP“ Adam Emmenecker das Meisterschaftsturnier der MVC, obwohl aus dem Kader der Vorjahresmannschaft nur ein Startspieler übrig geblieben war. In der landesweiten NCAA-Endrunde verlor man jedoch in der ersten Runde nach Verlängerung durch einen spektakulären Buzzer Beater gegen die Hilltoppers der Western Kentucky University. Emmenecker startete anschließend eine Karriere als Profi, die ihn in die deutsche Basketball-Bundesliga führte. Parker blieb zunächst nur eine weitere Spielzeit und wechselte dann 2009 an die University of Dayton in Ohio, wo er für die Hochschulmannschaft Flyers in der spielstärkeren Atlantic 10 Conference spielte. Zunächst musste Parker jedoch entsprechend den Regularien der NCAA nach dem Hochschulwechsel ein Jahr von Meisterschaftsspielen aussetzen. Ohne Parker gewannen die Flyers 2010 das National Invitation Tournament (NIT) und verpassten auch in den folgenden beiden Jahren die Qualifikation für die NCAA-Endrunde, während sie beim NIT jeweils in der ersten Runde ausschieden.

## Zeit in Deutschland (2012 bis 2014)
Nach dem Studienende 2012 startete Parker eine Karriere als professioneller und ging nach Deutschland wechselte zu den Bayer Giants Leverkusen in die dritthöchste deutsche Spielklasse ProB. Zusammen mit seinem US-amerikanischen Landsmann John Eggleston führte Parker die ansonsten mit vielen deutschen Nachwuchsspielern besetzte Mannschaft als Fünftplatzierter der Gruppe Süd in die Play-offs um den Aufstieg. Hier spielte sich die Mannschaft bis in die Finalserie vor und erreichte den Aufstieg in die zweithöchste deutsche Spielklasse ProA. In den Finalspielen gegen den Ersten der Nordgruppe Schwelmer Baskets gewann man zudem die Meisterschaft der ProB. Parker selbst wurde als bester Punktesammler der ProB mit knapp 27 Punkten im Durchschnitt pro Spiel während der Hauptrunde nicht nur zweimal zum Spieler des Monats, sondern auch zum Spieler des Jahres dieser Spielklasse in der Saison 2012/13 gewählt. In seinen insgesamt 31 Einsätzen erzielte er 15-mal 30 oder mehr Zähler in einem Spiel. Sein Bestwert in der Kategorie „Punkte in einem Spiel“ legte er gegen die Dresden Titans auf, denen er starke 48 Punkte einschenkte.
Anschließend übersprang Parker die ProA und wurde direkt vom deutschen Erstligisten Mitteldeutscher BC aus Weißenfels verpflichtet, für den er in der Basketball-Bundesliga 2013/14 spielte. Beim MBC wurde er schnell zu einem wichtigen Rotationsspieler, der viel Verantwortung übernahm. Seine beste Saisonleistung in der BBL lieferte er beim 73:71-Sieg am 24. November 2013 über die Basketball Löwen Braunschweig ab. Parker erzielte gegen die Niedersachsen 20 Punkte, griff vier Rebounds ab und verteilte zwei Korbvorlagen. Der Lohn seines guten Spiels war eine Gesamteffektivität von 22. Am 33. Spieltag 2013/14 erzielte er gegen die EWE Baskets Oldenburg mit 23 Zählern seine Saisonbestleistung in Punkten. Mit durchschnittlich 13,8 Punkten, 2,2 Rebounds und 1,8 Assists pro Begegnung (bei insgesamt 28 Einsätzen) spielte der Guard eine solide bis gute erste Saison in der BBL. Mit 16 Siegen und 18 Niederlagen belegte der MBC am Ende der Spielzeit einen guten neunten Tabellenplatz und gehörte zu den positiven Überraschungen der Liga. Im Sommer 2014 konnten sich beide Parteien nicht über eine Vertragsverlängerung einigen. Der US-Amerikaner verließ die Deutschland und heuerte im europäischen Ausland an.

## Karriereverlauf seit 2014
In der zweiten türkischen Liga spielte Parker für den Universitätssportklub Orkide Gediz aus Izmir unter anderem mit seinem erfahrenen Landsmann K’Zell Wesson, früher einmal deutscher Meister mit den Brose Baskets, zusammen. In insgesamt 20 Partien erzielte der US-Amerikaner 14,6 Zähler pro Begegnung. In der Spielzeit 2015/16 wechselte Parker in die polnische Eliteklasse Polska Liga Koszykówki zu AZS Polfarmex Kutno. Auch hier avancierte der Guard zum Leistungsträger (12,6 Punkte pro Spiel), es zog ihn 2016/17 aber in die zweithöchste Spielklasse der Türkei zurück. Dort spielte er für Gelisim Koleji und kam im Schnitt auf 17,7 Zähler pro Partie.
Nach einer schweren Verletzung an der Achillessehne ging es für Parker nach Bulgarien zu BC Beroe Stara Zagora. Seine Zeit in Mittel-Bulgarien endete bereits nach drei Spielen, da der Klub die Qualifikation für den FIBA Europe Cup verpasste. So musste der bulgarische Verein auf zusätzliche finanzielle Mittel verzichten. Für den aus Illinois stammenden Guard ging es umgehend in Ungarn bei Sopron KC weiter (26 Spiele, 16,4 PpS).
Über Litauen (KK Nevėžis Kėdainiai, 2018/19, 10,6 Punkte pro Spiel) ging es für Parker 2019/20 in Mexiko zu Soles de Mexicali. Mit dem Verein, welcher an der US-amerikanisch/mexikanischen Grenzen beheimatet ist, gewann Parker den Titel in der 1. Liga Mexikos. Im Anschluss wechselte er, im Rahmen der mexikanischen Summerleague, zu Mantarrayas de La Paz. Nach fünf Partien für La Paz (13,0 Punkte pro Spiel) schloss er sich im November 2020 dem Team Cali in Kolumbien an. Der Verein war vor Saisonbeginn in die erste Liga aufgestiegen. Im August 2021 zog es den inzwischen 32-Jährigen Parker weiter in die Dominikanische Republik. Dort lief er für den Erstligaklub Indios De San Francisco auf. Nach lediglich drei Partien in San Francisco endete die Zeit des Guards, da sich der Klub nicht für die Playoffs qualifizierte. Parker erzielte im Durchschnitt starke 18,5 Punkte pro Begegnung. Gleich darauf fand der US-Amerikaner einen neuen Verein und heuerte bei den Spartans Caracas in der ersten Liga Venezuelas an. Nach 14 Spielen in Venezuela (9,7 Punkte pro Spiel) verließ Parker den Klub und wechselte im Januar 2022 in die ersten Liga Griechenlands zu Ionikos Nikea. Nach sechs Begegnungen verließ er Ionikos Nikea (8,3 Punkte und 2,8 Assists pro Spiel) und verstärkte Lewski Sofia (1. Liga Bulgarien) am 10. März 2022. Mit Sofia schied er im Playoff-Halbfinale 2022 aus, allerdings konnte Parker mit Lewski die „Best-of-Three“-Serie um die Bronzemedaille der Bulgarischen Meisterschaft gegen Rilski Sportist Samokov mit 2:1 für sich entscheiden.
Im September 2022 kehrte Parker nach Soles zurück. Der US-Amerikaner, der schon längst zu einem Publikumsliebling bei Mexicali geworden ist, erzielte in insgesamt zehn Begegnungen durchschnittlich 12,7 Punkte und verteilte 4,0 Assists pro Begegnung. Mit seinem Klub konnte er die Playoffs in Mexiko (Bilanz: 9 Siege / 12 Niederlagen) nicht erreichen. Er verließ den Klub in der Folge und heuerte im Katar bei Al-Rayyan SC an. Es war seine insgesamt 15. Station als professioneller Basketballer.
In der Folge wechselte er zurück zu seinem früheren Verein Soles de Mexicali (Sommer 2023, 16 Spiele und 9,4 Punkte pro Spiel), bevor er sich dem ebenfalls in Mexiko beheimateten Klub Halcones in der Stadt Ciudad Obregón (von März 2024 bis Juli 2024) anschloss. Im Juli 2024 wechselte er wiederholt in die Dominikanische Republik (Reales de La Vaga, drei Spiele).

## Erfolge
- Mexikanischer Meister 2020 (Soles de Mexicali)
- Gewinner der Bronzemedaille in der ersten Bulgarischen Liga 2022 (Lewski Sofia)
- Meister der ProB 2013 (Bayer Giants Leverkusen)
- ProB-Spieler des Jahres 2013[16] (Bayer Giants Leverkusen)
- Bester Korbschütze der ProB 2013 (Bayer Giants Leverkusen)

## Belege
1. ↑  Kevin Hulsman: Ty Rogers Three Pointer - WKU beats Drake auf YouTube, 9. April 2010, abgerufen am 8. März 2024 (englisch).
2. ↑  Meister der ProB: Bayer Goants Leverkusen. DieJungeLiga.de, 5. Mai 2013, ehemals im Original (nicht mehr online verfügbar); abgerufen am 20. Juli 2013 (Medien-Info Bayer Giants Leverkusen). (Seite nicht mehr abrufbar. Suche in Webarchiven)  Info: Der Link wurde automatisch als defekt markiert. Bitte prüfe den Link gemäß Anleitung und entferne dann diesen Hinweis.
3. ↑  N.N.: DJL: Die Spieler, Youngster und Trainer des Jahres. (Memento vom 30. Juni 2013 im Webarchiv archive.today) Archiviert von Die Junge Liga—Website; Hagen, 3. Mai 2013. Abgerufen am 13. März 2019.
4. ↑  Adonte Parker, Totals. In: proballers.com. Abgerufen am 10. Januar 2023 (englisch).
5. ↑  Adonte Parker Player Profile, Dayton, NCAA Stats, International Stats, Game Logs, Bests, Awards - RealGM. In: basketball.realgm.com. Abgerufen am 30. April 2020.
6. ↑  Javier Plata: Abrirán Mantarrayas La Paz su temporada en casa. In: elsudcaliforniano.com.mx. Abgerufen am 30. April 2020 (spanisch).
7. ↑  Latin American basketball News, Scores, Stats, Analysis, Standings. In: latinbasket.com. Abgerufen am 13. Januar 2021.
8. ↑  Latin American basketball News, Scores, Stats, Analysis, Standings. In: latinbasket.com. Abgerufen am 27. August 2021 (englisch).
9. ↑  Latin American basketball News, Scores, Stats, Analysis, Standings. In: latinbasket.com. Abgerufen am 14. September 2021 (englisch).
10. ↑  Basketball News, Scores, Stats, Analysis, Standings. In: eurobasket.com. Abgerufen am 14. Januar 2022 (englisch).
11. ↑  Basketball News, Scores, Stats, Analysis, Standings. Abgerufen am 2. Mai 2022.
12. ↑  Basketball Club Levski. In: facebook.com. Abgerufen am 14. Juni 2022.
13. ↑  Mexico Basketball, News, Teams, Scores, Stats, Standings, Awards - latinbasket. In: latinbasket.com. Abgerufen am 6. Januar 2023 (englisch).
14. ↑  Latin American basketball News, Scores, Stats, Analysis, Standings. In: latinbasket.com. Abgerufen am 10. Januar 2023 (englisch).
15. ↑  Eurobasket: Adonte Parker, Basketball Player, News, Stats - Eurobasket. Abgerufen am 30. Oktober 2024.
16. ↑  Anna Blumtritt: Pro B Spieler des Jahres Josh Parker ist erster Neuzugang der Wölfe. In: MBC. 29. Mai 2013, abgerufen am 21. Mai 2021.

| Personendaten    | Personendaten                              |
| ---------------- | ------------------------------------------ |
| NAME             | Parker, Josh                               |
| ALTERNATIVNAMEN  | Parker, Adonte Joshua (vollständiger Name) |
| KURZBESCHREIBUNG | US-amerikanischer Basketballspieler        |
| GEBURTSDATUM     | 23. Juni 1989                              |
| GEBURTSORT       | unsicher: Harvey (Illinois), USA           |